# Міста Канади
|  | Службовий список статей, створений для координації робіт з розвитку теми. Це попередження не встановлюється на інформаційні списки і глосарії. |

- Вайтгорс
- Ванкувер
- Вікторія
- Віндзор
- Вінклер
- Вінніпег
- Галіфакс
- Гамільтон
- Гандер
- Галт
- Дофін
- Едмонтон
- Калгарі
- Квебек
- Корнер-Брук
- Кінгстон (Нью-Брансвік)
- Кінгстон (Нова Шотландія)
- Кінгстон (Онтаріо)
- Кіченер
- Лондон
- Медисин-Гет
- Монктон
- Монреаль
- Нью-Вестмінстер
- Ніагара-Фоллс
- Оттава
- Ошава
- Пітерборо
- Портедж-ла-Прері
- Ред-Дір
- Реджайна
- Садбері
- Саскатун
- Селкірк
- Сент-Кетерінс
- Стайнбек
- Тандер-Бей
- Торонто
- Труа-Рів'єр
- Фредериктон
- Шарлоттаун
- Шербрук